# Chau, Beyond the Lines
Chau, Beyond the Lines (também conhecido como War Within the Walls) é um documentário estadunidense de 2015 dirigido por Courtney Marsh e escrito por Marcelo Mitnik, que conta a história de um jovem de 16 anos afetado com o agente laranja durante a Guerra do Vietnã, o qual aspira voltar a ser um artista e designer de moda. Ele foi indicado ao Oscar de melhor documentário de curta-metragem em 2016.